# Cá vàng đuôi công

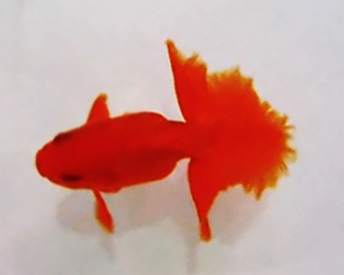
Một con cá vàng đuôi công đỏ

Cá vàng đuôi công (tiếng Nhật: Tosakin, tiếng Anh: Curlytail) là một giống cá vàng có nguồn gốc từ Nhật Bản. Hàng loạt loại cá vàng mới xuất hiện cũng thuộc về ba nhóm cá này chẳng hạn như tosakin (đuôi công) nhưng chúng vẫn chưa được coi như là một dòng cá riêng biệt. Hội cá vàng Mỹ chỉ xem xét công nhận dòng cá mới một khi chúng trở nên phổ biến ngoài nước Nhật. 

## Đặc điểm
Chúng là loại khó sinh sản nhất trong các loại cá vàng. Vây đuôi là điểm độc đáo nhất của Tosakin. Viền bên trong của vây đuôi tạo thành mạng với nhau, thùy bên ngoài vểnh lên và hướng về phía đầu. Vây lưng thường quăn về phía lưng. Tất cả những vây khác ngắn và đi thành từng cặp. Đuôi tosakin là một dạng đuôi kép mà các phần không chỉ dính liền mà còn có chóp cong lên khiến đuôi cá có hình vòng cung.